# Désirée Gay

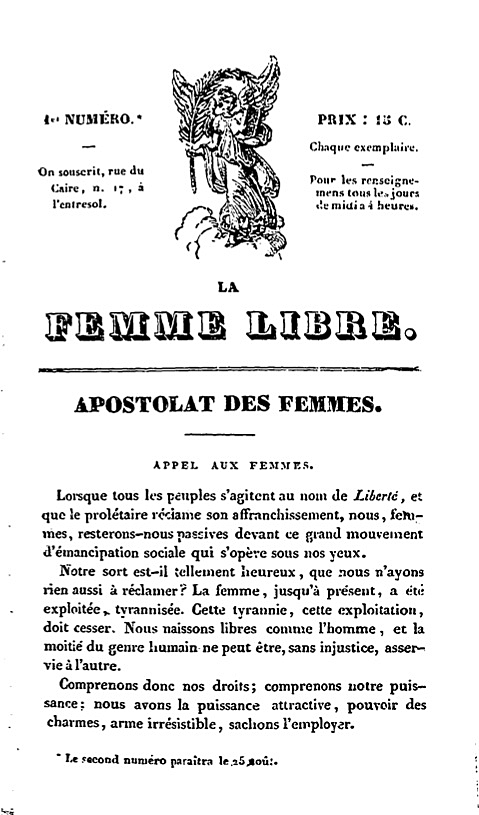
Pierwsza strona pierwszego numeru „La Femme libre”, 1832

Jeanne Désirée Véret Gay (ur. 4 kwietnia 1810 w Paryżu, zm. ok. 1891 w Brukseli) – francuska feministka, saintsimonistka, owenistka, fourierystka, komunistka; współzałożycielka „La Femme libre”, pierwszego francuskiego czasopisma feministycznego tworzonego dla kobiet i przez kobiety, działaczka na rzecz emancypacji kobiet, członkini Międzynarodowego Stowarzyszenia Pracowników.

## Życiorys
Przyszła na świat w robotniczej rodzinie jako Desirée Véret. Przed 20. rokiem życia zaczęła pracować jako szwaczka. W 1831 dołączyła do zwolenników utopijnego socjalisty Henri de Saint-Simona.  W wieku 22 lat zerwała więzy z rodziną. Nazywała siebie córką ludu i utrzymywała, że „wolność kobiet” musi być priorytetowa względem wszystkich innych „kwestii społecznych”, a bez niej wszystkie zdobycze są daremne. 
W sierpniu 1832 wraz z Marie Reine Guindorff założyła czasopismo tworzone przez i dla kobiet. Zatytułowano je „La Femme libre” („Wolna kobieta”). Była to reakcja na wykluczenie kobiet z kręgu saintsimonistów. Pierwszy numer podawał ją jako założycielkę (pisała też teksty), a Marie-Reine jako kierowniczkę czasopisma. Do redakcji dołączyła m.in. Suzanne Voilquin. Grupa wspierających wydawnictwo kobiet zrzeszyła się jako „La Femme Nouvelle”. W 1833 Vére założyła „La Tribune des femmes” kierowaną przez Suzanne Voilquin. 
Pod koniec lata lub jesienią 1832 po raz pierwszy nawiązała kontakt z Charlesem Fourierem i Victorem Reasonantem. Była zafascynowana pomysłami Fouriera.
W 1833 wyjechała do pracy w Anglii. Utrzymywała kontakt z Fourierem. Wróciła do Francji w 1835. Przez jakiś czas pracowała w Dieppe jako handlarka, potem wróciła do Paryża.
Nawiązała kontakt ze zwolennikami socjalisty Roberta Owena: Julesem Gayem i Anną Wheeler. Pośredniczyła między zwolennikami Owena, saintsimonistami a zwolennikami Charles’a Fouriera. Miała krótki romans z Victorem Reasonantem, który zakończył się w 1837. Wówczas poślubiła Julesa Gaya. Odtąd w źródłach występuje jako Desirée Gay. W 1838 urodziła syna Jeana, a w 1842 syna Owena. Mąż popierał prawo Gay do wolności seksualnej, dlatego miewała różne romanse.
W 1840 małżeństwo próbowało założyć w Châtillon-sous-Bagneux szkołę dla małych dzieci, wysiłki te zakończyły się jednak niepowodzeniem z powodu braku środków finansowych i zbyt śmiałego planu, wyprzedzającego swoje czasy. Wysiłki ponowili w 1848–1849, ale bezskutecznie z powodu negatywnego nastawienia władz m.in. do aktywności kobiet i socjalistów.
Pozostawała w dobrych stosunkach z saintsimonianami, fourieristami i owenistami. W latach 40. XIX w. zarówno ona, jak i mąż, uważali się za komunistów.
Po rewolucji lutowej wraz z innymi kobietami – głównie Jeanne Deroin i Eugénie Niboyet – wysyłała listy i petycje do władz. Dążyła do zliberalizowania prawa rozwodowego i poprawy warunków pracy kobiet, a także finansowego wsparcia w tworzeniu restauracji, pralni i mieszkań dla potrzebujących kobiet. Została jednogłośnie wybrana delegatką kobiet drugiego okręgu do reprezentowania ich przed Rządem Tymczasowym. Kiedy powstały Warsztaty Krajowe, które oferowały pracę kobietom i mężczyznom, przez 10 dni była kierowniczką jednego z wydziałów. Została zwolniona, ponieważ doniosła o niekompetencji organów powołanych przez Komisję Luksemburską.
W marcu 1848 wraz z Jeanne Deroin i Eugenie Niboyet zaczęła wydawać czasopismo „Voix des Femmes”. Wkrótce redakcja została zmuszona do zamknięcia gazety. Gay współpracował z Deroin, aby założyć gazetę „Association Mutuelle des Femmes i Politique des Femmes”. Redagowała gazetę od czerwca do sierpnia 1848. Ukazały się tylko dwa numery. 
Czyniła starania o zakładanie stowarzyszeń dla robotnic. Wraz z Deroin założyły Wzajemne Stowarzyszenie Kobiet, a także gazetę „L'Opinion des Femmes”. W sierpniu 1848 Gay i Deroin pozyskały sumę 12 000 franków na cele utworzonego przez siebie związku szwaczek. 
Gay wycofała się z działalności społecznej w 1849. W latach 50. XIX w. pracowała jako krawcowa.
Z pomocą przyjaciół z kręgu saintsimonistów założyła sklep z tkaninami przy rue de la Paix. Jej prace zdobyły nagrodę na wystawie światowej w Paryżu w 1855. W tym czasie jej mąż pracował jako księgarz, wydawca i drukarz. W 1864 małżonkowie byli zmuszeni udać się na emigrację do Brukseli z powodu cofnięcia licencji dla Julesa Gaya na wydawanie we Francji książek. Małżonkowie byli aktywni w Międzynarodowym Stowarzyszeniu Robotników. W 1866 Gay była Przewodniczącą Sekcji Kobiet, odpowiedzialną za znaczną część oficjalnej korespondencji. W 1868 napisała „podręcznik dla młodych matek” pt. Education rationnelle de la première enfance wydany przez męża.
W 1869 małżonkowie przenieśli się do Genewy, następnie do Turynu, by w 1879 wrócić do Brukseli. W 1883 zmarł jej mąż, w ciągu kolejnych dwóch lat straciła synów.
W 1890 Gay straciła wzrok. Korespondencja z Victorem Reasonantem, którą w tym czasie prowadziła, a która jest świadectwem odnowienia ich romansu, ustała w połowie 1891. Możliwe, że zmarła pod koniec lata lub jesienią.